# Agave lechuguilla

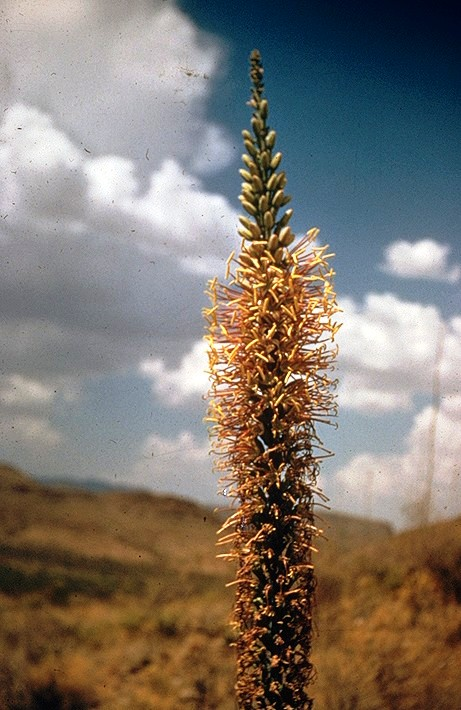
Ausschnitt aus dem Blütenstand

Agave lechuguilla ist eine Pflanzenart aus der Gattung der Agaven (Agave) in der Unterfamilie der Agavengewächse (Agavoideae). Englische Trivialnamen sind „Shin Dagger“ und „Lechuguilla“.

## Beschreibung
Agave lechuguilla wächst mit ziemlich offenen Rosetten von 30 bis 50 Zentimetern Höhe die zahlreiche Ausläufer bilden. Die wenigen, dicken, meist aufsteigend bis aufrechten, manchmal sichelförmig ausgebreiteten Laubblätter sind linealisch-lanzettlich. Sie sind zur Basis hin tief konvex und zur Blattspitze hin konkav. Die hell- oder gelbgrünen, manchmal grün gemusterten Blätter sind 25 bis 50 Zentimeter lang und 2,5 bis 4 Zentimeter breit. Der hellbraune bis graue Blattrand ist gerade. An ihm befinden sich in einem Abstand von meist 1,5 bis 3 Zentimetern braune oder hellgraue, meist abgebogene, regelmäßig große Randzähne von 2 bis 5 Millimeter Länge. Der kräftige konische bis pfriemliche Enddorn ist gräulich und 1,5 bis 4 Zentimeter lang.
Der 2,5 bis 3,5 Meter hohe „ährige“ Blütenstand hat einen glauken Schaft. Die Teilblütenstände haben meist 2 bis 3 Einzelblüten, die gestielt und 30 bis 45 Millimeter lang sind. Ihre Tepalen sind gelb oder rot oder purpurfarben überhaucht. Sie besitzen fast gleiche Zipfel von 13 bis 20 Millimeter Länge. Die offene Blütenröhre ist 2,5 bis 4 Millimeter lang.
Die Chromosomenzahl ist 2n = 120.
Die Blühperiode reicht von Mai bis Juli.

## Systematik und Verbreitung
Agave lechuguilla ist in den mexikanischen Bundesstaaten Chihuahua, Coahuila, Nuevo León, Tamaulipas, Durango, Zacatecas, San Luis Potosí, Querétaro, Hidalgo und México sowie in den Vereinigten Staaten in Texas und im Süden von New Mexico in Höhenlagen von 500 bis 2300 Metern verbreitet. Sie wächst manchmal in dichten Kolonien an steinigen Hängen, in offenem Gras- und Waldland in verschiedenen Bodenformationen. Sie ist vergesellschaftet mit zahlreichen Sukkulenten- und Kakteen Arten.
Die Erstbeschreibung wurde 1858 von John Torrey veröffentlicht. Synonyme sind Agave poselgeri Salm-Dyck, Agave multilinealta Baker Agave hetaracantha Hort.
Agave lechuguilla ist ein Vertreter der  Marginatae Gruppe. Die Art ist ein weit verbreitetes, charakteristisches Element verschiedener Formationen der Chihuahuan Desert. Unterschiede der Form, Größe und Blütenstruktur von Kolonien in Texas und den in höheren Regionen angesiedelten Kolonien in Coahuila werden deutlich. Sie ähnelt Agave lophantha, gleichwohl sind Unterschiede der Blattstruktur erkennbar. Sie hybridisiert mit Agave havardiana, Agave lophantha und Agave gracilipes. Individuen werden im Botanischen Garten Huntington in San Marino in Kalifornien kultiviert. Agave lechuguilla kann bei trockenem Stand Frostperioden bis minus 15 °C vertragen.

## Gefährdung
In der Roten Liste gefährdeter Arten der IUCN wird Agave lechuguilla als „Least Concern (LC)“, d. h. als nicht gefährdet geführt.

## Nutzung
Agave lechuguilla wird zur Gewinnung von Pflanzenfasern („Ixtle-Fasern“) sowohl kultiviert als auch wild geerntet. Aus den Fasern werden Besen, Bürsten, Matten und Seile gefertigt. Die einzelnen Zellen sind mit durchschnittlich 0,92 Millimeter Länge und 27,0 Mikrometer Durchmesser sehr kurz und dick und lassen sich nicht spinnen (notwendige Mindestlänge: 25 Millimeter).

## Nachweise